# Le Pâtre et le Lion
Le Pâtre et le Lion est la première fable du livre VI de Jean de La Fontaine situé dans le premier recueil des Fables de La Fontaine, édité pour la première fois en 1668.
La source de cette fable est l'apologue "Le bouvier et le lion" d’Ésope et "Le chasseur poltron et le bûcheron" de Babrias.

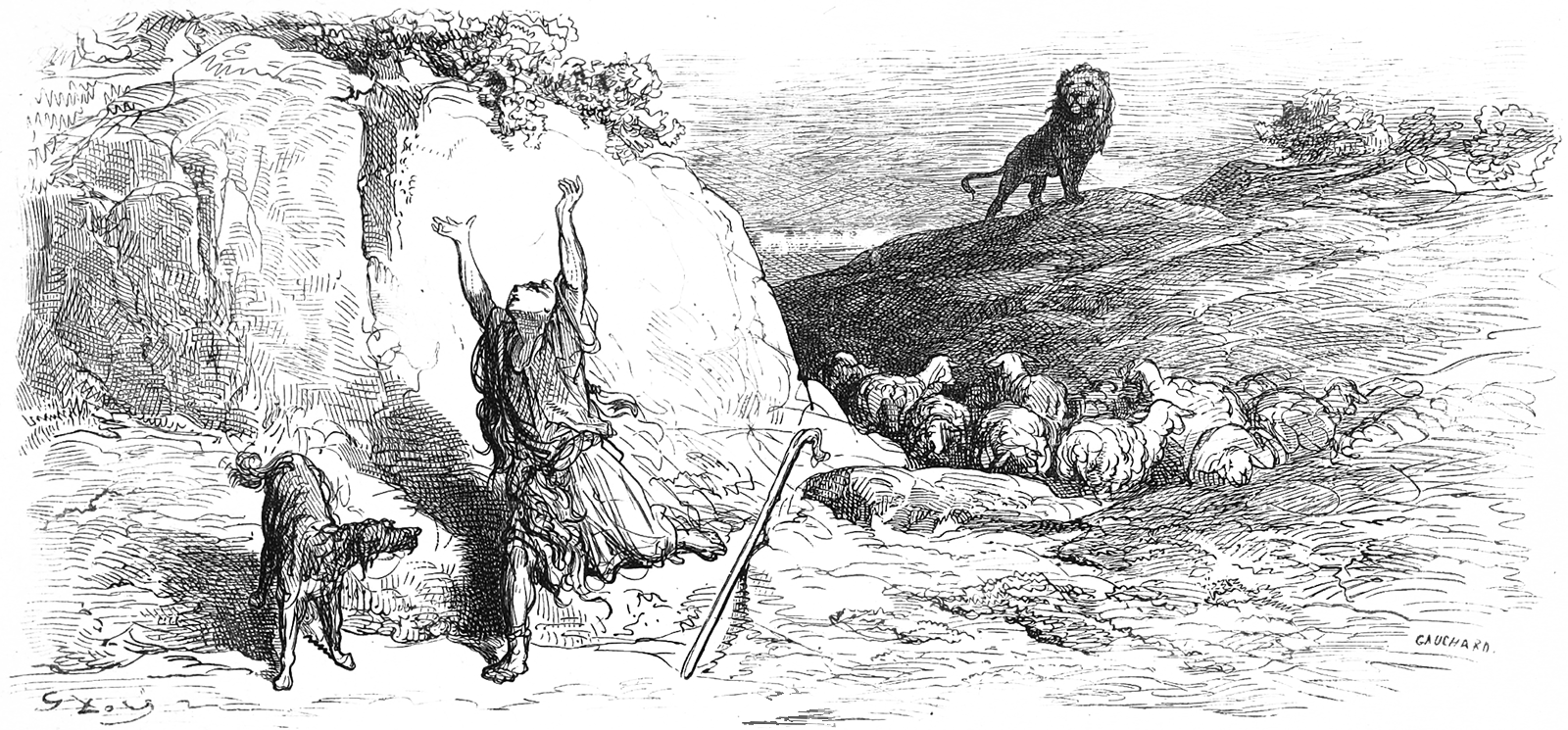
Gravure de Gustave Doré (1876)

## Texte
LE PÂTRE ET LE LION
[Ésope + Babrias]

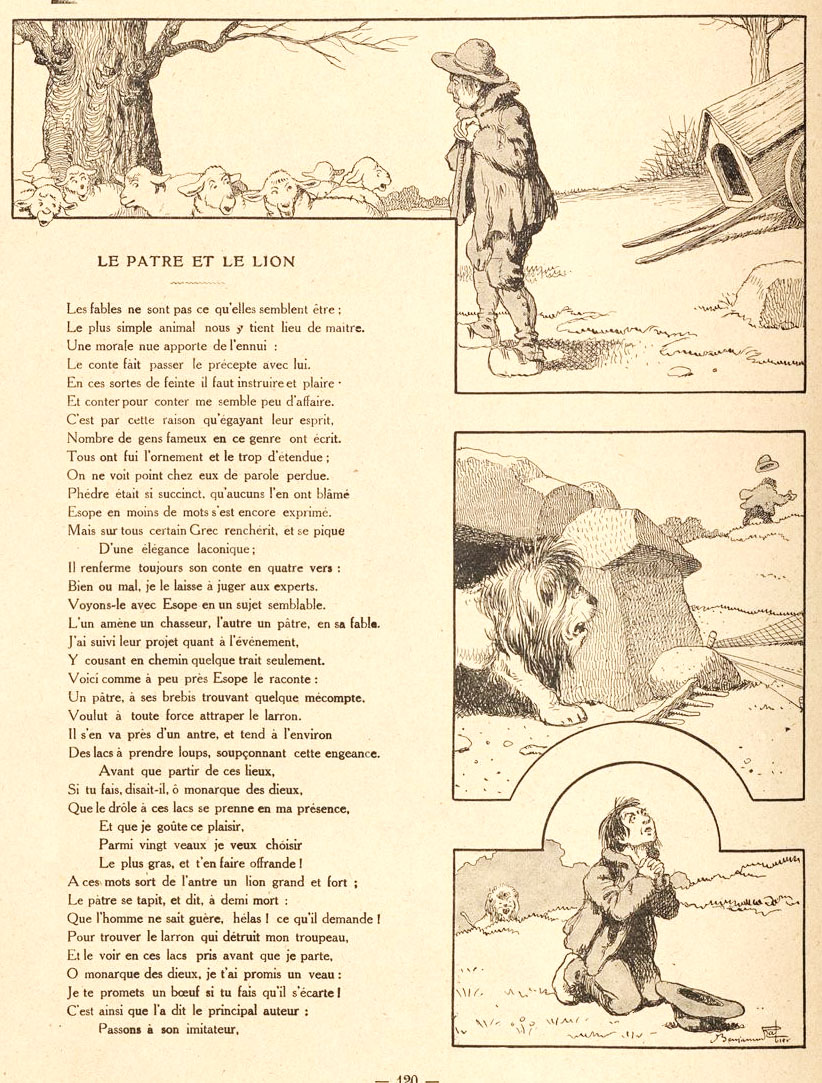
Bande dessinée de Benjamin Rabier (1906)

Les  fables ne sont pas ce qu'elles semblent être ; 
Le plus simple animal nous y tient lieu de maître.
Une morale nue apporte de l'ennui :
Le conte fait passer le précepte avec lui.
En ces sortes de feinte il faut instruire et plaire, (1)
Et conter pour conter me semble peu d'affaire.
C'est par cette raison qu'égayant leur esprit,
Nombre de gens fameux en ce genre ont écrit.
Tous ont fui l'ornement et le trop d'étendue : (2)
On ne voit point chez eux de parole perdue.
Phèdre était si succinct qu'aucuns (3) l'en ont blâmé ; 
Ésope en moins de mots s'est encore exprimé.
Mais sur tous certain Grec (4) renchérit et se pique
              D'une élégance laconique (5) ;
Il renferme toujours son conte en quatre vers : 
Bien ou mal, je le laisse à juger aux experts.
Voyons-le avec Ésope en un sujet semblable : 
L'un amène un Chasseur, l'autre un Pâtre, en sa fable. 
J'ai suivi leur projet (6) quant à l'événement, 
Y cousant en chemin quelque trait (7) seulement.
Voici comme à peu près Ésope le raconte. 
Un  Pâtre, à ses brebis trouvant quelque mécompte (8), 
Voulut à toute force attraper le larron.
Il s'en va près d'un antre, et tend à l'environ 
Des lacs (9) à prendre loups, soupçonnant cette engeance. 
              " Avant que partir de ces  lieux,
Si tu fais, disait-il, ô monarque des Dieux,
Que le drôle à ces lacs se prenne en ma présence, 
              Et que je goûte ce  plaisir,
              Parmi vingt veaux je veux  choisir
              Le plus gras, et t'en  faire offrande. "
À ces mots, sort de l'antre un Lion grand et fort.
Le  Pâtre se tapit, et dit à demi mort :
" Que l'homme ne sait guère, hélas ! ce qu'il demande !
Pour trouver le larron qui détruit mon troupeau,
Et le voir en ces lacs pris avant que je parte,
Ô monarque des Dieux, je t'ai promis un veau :
Je te promets un bœuf si tu fais qu'il s'écarte. "
C'est  ainsi que l'a dit le principal auteur ;
               Passons à son imitateur.(10) ...
Vocabulaire
(1) Référence à Horace, Épître aux Pinsons (vers 343-344)
(2) Réflexion de Jean de La Fontaine sur la longueur des fables dans sa Préface
(3) dans le sens de quelques-uns
(4) Babrias (ou Babrius ou Babrios), auteur grec du IIIe siècle après notre ère dont les fables n'étaient connues au XVIIe siècle que sous la forme de quatrains rassemblés dans le recueil de Névelet, Mythologia aesopica (Isaac Nicolas Nevelet, 1610)
(5) concise
(6) j'ai suivi la trame de leur récit
(7) En rhétorique, passage frappant pour des qualités diverses (esthétique, ironie, etc.)
(8) ne trouvant pas son compte de brebis
(9) filet utilisé pour la chasse
(10) L'auteur est Ésope et l'imitateur est Babrias